# Crawford (Texas)
Pour les articles homonymes, voir Crawford.
Crawford est une ville du Texas (États-Unis) dans le comté de McLennan, à environ 30 km à l'ouest de Waco dans le centre de l'État. En 2010, la ville comptait 717 habitants.
La ville est principalement connue comme lieu de résidence de l'ancien président des États-Unis George W. Bush. Il y possède depuis 1999 un ranch, le Prairie Chapel Ranch, désigné sous sa présidence Western White House. C'est à sa proximité que Cindy Sheehan, une activiste pacifiste américaine, a manifesté en août 2005 contre la guerre d'Irak.

## Démographie
| Groupe            | Crawford | Texas | États-Unis |
| ----------------- | -------- | ----- | ---------- |
| Blancs            | 90,5     | 70,4  | 72,4       |
| Afro-Américains   | 4,3      | 11,9  | 12,6       |
| Autres            | 2,4      | 14,3  | 11,2       |
| Métis             | 2,4      | 2,7   | 2,9        |
| Amérindiens       | 0,4      | 0,7   | 0,9        |
| Total             | 100      | 100   | 100        |
|                   |          |       |            |
| Latino-Américains | 8,0      | 37,6  | 16,7       |

Selon l'American Community Survey pour la période 2011-2015, 93,58 % de la population âgée de plus de 5 ans déclare parler l'anglais à la maison, 5,46 % déclare parler l'espagnol et 0,96 % une autre langue.